# Ascotheca paucinervia
Ascotheca es un género de plantas con flores perteneciente a la familia Acanthaceae. Su única especie: Ascotheca paucinervia (T.Anderson ex C.B.Clarke) Heine, es natural del oeste de África en Gabón.

## Descripción
Tiene tallos simples de 20 a 50 cm de largo;  con  pelos marrones. Las hojas son oblongas u ovadas, reducidas en ambos extremos, casi glabras a excepción de los nervios; cistolitos numerosos en ambas caras; pecíoladas. Las inflorescencias en espigas terminales, con brácteas obovadas. Con 5 sépalos.
Los tallos y hojas no son parecidas a otras especies de Justicia, pero son similares a Distichocalyx angustifolia y Distichocalyx polyneura, &c., que crecen en el mismo lugar.

## Taxonomía
Ascotheca paucinervia fue descrita por (T.Anderson ex C.B.Clarke) Heine y publicado en Flore du Gabon 13: 210. 1966.
sinonimia
- Justicia paucinervia T.Anderson ex C.B.Clarke basónimo
- Rungia paucinervia (T. Anderson ex C.B. Clarke) Heine[4]